# إيلين ريان
إيلين ريان (بالإنجليزية: Eileen Ryan)‏ هي ممثلة أمريكية، ولدت في 16 أكتوبر 1928 بنيويورك في الولايات المتحدة.

## أعمال

### أفلام
- (1999) ماغنوليا
- (2004) اغتيال ريتشارد نيكسون
- (2009) أم وطفل[5]

## وصلات خارجية
- إيلين ريان على موقع IMDb (الإنجليزية)
- إيلين ريان على موقع ألو سيني (الفرنسية)
- إيلين ريان على موقع أول موفي (الإنجليزية)
- إيلين ريان على موقع قاعدة بيانات برودواي على الإنترنت (الإنجليزية)
- إيلين ريان على موقع قاعدة بيانات الأفلام السويدية (السويدية)
- إيلين ريان على موقع إن إن دي بي (الإنجليزية)
- إيلين ريان على موقع قاعدة بيانات الفيلم (الإنجليزية)
- إيلين ريان على موقع كينوبويسك (الروسية)